# Johan Banér

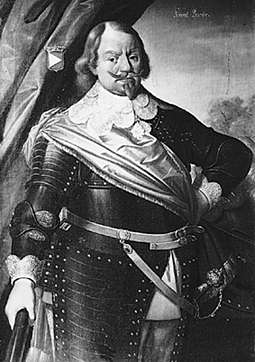
Johan Banér

Johan Banér (* 23. Junijul. / 3. Juli 1596greg. in Djursholm, bei Stockholm; † 10. Maijul. / 20. Mai 1641greg. in Halberstadt), auch Jan Banér, Johan Banner, Johan Banier, Johan Bannier, war ein schwedischer Feldmarschall im Dreißigjährigen Krieg. Nach dem Tod von König Gustav II. Adolf und nach der schweren Niederlage der Schweden in der Schlacht bei Nördlingen wurde Banér Oberbefehlshaber der schwedischen Truppen im Heiligen Römischen Reich. In dieser Funktion entwickelte sich Banér zu einem der skrupellosesten und raffiniertesten Vertreter der Feldherren des Dreißigjährigen Krieges.

## Leben
Johan Banér war der Sohn von Gustaf Axelsson Banér (1547–1600) und dessen Ehefrau Christina, geb. Sture (1559–1619) sowie der jüngere Bruder des schwedischen Staatsmannes Per Banér (1588–1644). Banér stammte aus einer alten adligen Familie und wurde auf dem Rittergut Djursholm am 3. Juli 1596 (23. Juni nach in Schweden gültigem julianischem Kalender) geboren. Sein Vater und sein Onkel wurden im Jahr 1600 auf Befehl von König Karl IX. wegen Hochverrats hingerichtet, weil sie den katholischen, polnischen König Sigismund III. Wasa und dessen Thronanspruch unterstützt hatten. Obwohl sein Vater durch Karl IX., den Vater des seit 1611 amtierenden Königs Gustav II. Adolf, zu Tode gekommen war, entwickelte sich zwischen Banér und König Gustav II. Adolf bereits früh eine enge Freundschaft, wohl auch deshalb, weil Banérs Familie nach der Krönung von Gustaf II. Adolf in ihre alten Würden wieder eingesetzt worden war.
Im November 1623 heiratete Banér Catharina Elisabeth von Pfuel. Am 20. Februar 1636 starb seine Frau, die ihn auf den meisten Feldzügen begleitet hatte und deren Tod ihm sehr naheging. Als gütige, sanfte aber entschlossene Frau war sie bei den Söldnern sehr beliebt, zumal sie die einzige war, die ihren ehrgeizigen, immer schlecht gelaunten und ungeduldigen Gatten zu behandeln wusste. Umso erstaunter war man, als Banér bereits am 25. Juli 1636 in zweiter Ehe Elisabeth Juliana von Erbach heiratete, Tochter des Markgrafen von Baden Georg III. Als Schwiegersohn des Markgrafen erhoffte sich Banér mit der Verbindung eine Unterstützung bei dem von ihm angestrebten Landerwerb im Deutschen Reich. Zum Ärger seiner Offiziere häufte sich nach dieser Heirat die Dauer der nächtlichen Zechgelage und drei Viertel der Tage wurden im Bett verbracht. Am 29. Mai 1640 starb auch Banérs zweite Ehefrau Elisabeth Juliane, was seine Trunksucht noch steigerte. Wiederum nach kurzer Zeit heiratete Banér am 16. September 1640 Johanna Margaretha von Baden, eine Tochter des Markgrafen Friedrich V. von Baden-Durlach. Erneut erhoffte er sich von der Beziehung zum Brautvater Nutzen, um seine Stellung bei den Reichsfürsten zu verbessern.
Im Alter von 44 Jahren starb Johan Banér am 20. Mai 1641 (10. Mai nach julianischem Kalender) in Halberstadt.
Sein Sohn Gustav Banér, der „tolle Banér“ genannt, starb 1677 als Generalgouverneur von Ingermanland ohne Nachkommen.

## Militärische Karriere
Mit 19 Jahren trat Banér in das Reiterregiment seines Bruders Svante Banér ein. Mit der Teilnahme an der Belagerung von Pskow im Jahr 1617 während des Polnisch-Schwedischen Krieges begann seine Karriere. Bereits 1620 war Banér Kapitänleutnant im Hofregiment und im Folgejahr wurde er seiner Tapferkeit wegen vor Riga zum Obristen ernannt. 1623 erhielt Banér den Rang eines Generalmajors.
1625 wurde er zum Kommandanten von Riga berufen und hatte diesen Posten bis 1626 inne. Anschließend wurde er als Kommandant nach Danzig versetzt. Als solcher wurde er auch bevollmächtigter Kommissar bei den schwedisch-polnischen Waffenstillstandsverhandlungen, welche von 1627 bis 1629 dauerten. In diesem Jahr wurde Banér zum Infanteriegeneral befördert und zum Gouverneur von Memel berufen.

## Dreißigjähriger Krieg
Zusammen mit dem Heer von König Gustav II. Adolf landete Banér 1630 an der Ostseeküste in Deutschland und spielte danach im Dreißigjährigen Krieg eine im Laufe der Jahre zunehmend wichtiger werdende Rolle. Gemeinsam mit Gustaf Horn verhandelte Banér als Unterhändler den im Januar 1631 beschlossenen Vertrag von Bärwalde zwischen Schweden und Frankreich, mit dem die künftige Finanzierung des schwedischen Heeres durch Frankreich gesichert wurde.

### Siege bei Breitenfeld, Magdeburg und München (1632)
In der Schlacht bei Breitenfeld zwischen dem Heer der katholischen Liga unter Tilly am 17. September 1631 befehligte Banér die Reiterei des rechten Flügels der Schweden. Ein Flankenangriff der Reiterei Pappenheims wurde von der schwedischen Reiterei abgewehrt, so dass Banér einen wesentlichen Anteil am Sieg der Schweden hatte, der zum Beginn des schwedischen Siegeszuges bis nach Süddeutschland wurde. Von diesem Tag an nannte man Banér den „schwedischen Löwe“. Ende November 1631 erhielt Banér von Gustav II. Adolf den Befehl, die von Truppen der Katholischen Liga im Mai 1631 eroberte und seitdem gehaltene Stadt Magdeburg einzunehmen. Er nahm am 7. Januar 1632 sein Hauptquartier in Salbke südlich von Magdeburg, blockierte die Stadt, musste sich wegen des drohenden Anrückens von Pappenheim, der von Wolfenbüttel kommend Magdeburg entsetzen wollte, zunächst zurückziehen und zog dann letztlich erst am 21. Januar 1632 in Magdeburg ein.
Beim folgenden Siegeszug des schwedischen Heeres leistete Banér gute Dienste im Verlauf der siegreichen Schlacht bei Rain am Lech am 15. April 1632, die den Weg nach Bayern öffnete. Er war beteiligt an der Einnahme von Augsburg (20. April 1632) und Donauwörth und war bei der nur zweimonatigen Besetzung von München (17. Mai 1632) dabei. Der Rückzug von München nach Norden, wo die kaiserlichen Truppen unter Wallenstein  bei Nürnberg den schwedischen Truppen den Rückweg und die Versorgungswege blockierten, erfolgte im Juni 1632. Im September 1632 kam es dort zur Schlacht an der Alten Veste.

### Rückzug, Meuterei und  Neuanfang (1635)
Bei einem erfolglosen Angriff der Schweden auf das Lager Wallensteins bei der Alten Veste (September 1632) erlitt General Banér eine Verwundung. In der Folge wurde Banér mit einem schwedischen Korps in den Westen befohlen, wo er dem bayerischen General von Aldringen Widerstand leisten sollte. Dagegen verfolgte Gustav Adolf mit dem schwedischen Hauptheer das abgerückte Wallenstein-Heer auf dem Weg nach Sachsen, wo es im November 1632 zur Schlacht bei Lützen kam, in der Gustav Adolf ums Leben kam.
Mitte Januar 1633 zog sich Banér zurück, um seine Kriegsverletzung auszukurieren. Noch im März desselben Jahres gab er das ihm geschenkte magdeburgische Amt Egeln zurück, weil er sich bei der Neuaufstellung der schwedischen Armee nach dem Tod von König Gustav II. Adolf nicht ausreichend berücksichtigt fühlte, obwohl er zum Feldmarschall der Krone Schwedens und des niedersächsischen Kreises ernannt worden war. 1634 hatte Banér wieder ein Korps von 16.000 Söldnern gesammelt, war in Böhmen auf ein kursächsisches Heer gestoßen und bis Prag vorgerückt. Jedoch gerieten nach der schweren Niederlage von zwei schwedischen Heeren in der Schlacht bei Nördlingen (August 1634) alle schwedischen Truppen im gesamten Reichsgebiet in starke Bedrängnis. Im Reich drohte der Heilbronner Bund zu zerbrechen und Banér schickte die Nachricht an den schwedischen Kanzler Axel Oxenstierna, dass die beiden wichtigsten protestantischen Verbündeten der Schweden, Kurbrandenburg und Kursachsen, beabsichtigten, das Bündnis mit Schweden zu verlassen. Damit bestand die Gefahr, dass im Winter 1634/35 für das schwedische Heer in Brandenburg und Schlesien keine Quartiere zur Verfügung standen. Banér müsste sein Heer in die Altmark und nach Magdeburg und Halberstadt zurückziehen in das Herzogtum Braunschweig-Lüneburg zum noch verbliebenen Verbündeten, Herzog Georg.
Im Mai 1635 erfüllte sich Banérs Vorhersage mit dem Abschluss des Prager Friedens. Durch diesen Vertrag änderten sich die militärische Lage drastisch. Das bisher mit Schweden verbündete Kurfürstentum Sachsen war nun mit dem Kaiser verbündet und Banér musste sein gefährdetes Heer an die Ostseeküste in Pommern zurückziehen. Selbst dort galten nun die gut gesicherten schwedischen Versorgungsbasen als gefährdet. Für die Schweden wurde eine endgültige Niederlage erwartet und auch in Schweden selbst gab es Gerüchte über einen nahen Frieden.
Im schwedischen Heer von Banér, das überwiegend aus deutschen Söldnern bestand, begann eine Meuterei, denn es war nirgends Geld aufzutreiben und die Soldzahlungen waren bereits im Rückstand. Die Lage wurde von sächsischen Geheimagenten verschärft, die an das Nationalbewusstsein der Söldner appellierten und ihnen gute Bezahlung für den Fall versprachen, dass sie in das sächsische Heer wechseln und damit auch der deutschen Sache dienen würden. Banér, ein grober, hemmungsloser Rohling, hatte kein Geschick im Umgang mit den meuternden Söldnern und als eine Mehrheit der Regimenter ihm die Gefolgschaft verweigerten, war er sogar bereit, diese Regimenter zu entlassen und sich den Sachsen zu ergeben. Damit wäre das Elbegebiet und die Verbindung nach Schweden verloren gewesen. Nur unter Einsatz von Kanzler Oxenstierna konnte die Meuterei im letzten Moment dadurch beendet werden, dass aus Polen eine große Anzahl schwedischer Söldner eintraf, die nach Abschluss des Friedensvertrags von Stuhmsdorf zwischen Polen und Schweden nicht mehr in Polen benötigt wurden. Auch Finanzmittel wurden frei und konnten zur Beruhigung der Lage eingesetzt werden. Trotz weiterhin schwieriger disziplinärer Zustände im Heer und obwohl die schwedischen Truppen bereits in Winterquartieren verstreut waren, musste Banér zum Abschluss des Jahres 1635 noch eine Antwort finden auf die Kriegserklärung von Sachsen an Schweden vom 6. Oktober 1635. Das sächsische Heer war bereits im Anzug und plante einen Angriff auf die von schwedischen Truppen gehaltene Festung Dömitz an der Elbe.

### Siege bei Dömitz und Wittstock, Vorstoß nach Sachsen und Rückzug zur Ostsee (1636/1637)
Obwohl die neue Lage nach dem Prager Frieden Banér gezwungen hatte, sein Heer in weit verstreute Winterquartiere im  Herzogtum Braunschweig-Lüneburg, in Magdeburg und in der Altmark in Mecklenburg einzuquartieren, gelang es Banér, sein Heer zu sammeln und den überraschenden Angriff seines neuen Gegners, des Kurfürsten von Sachsen, zu kontern. Johann Georg I. hatte sich im Oktober 1635 entschlossen, die Schweden mit dem sächsischen Heer anzugreifen, um ihnen den Übergang über die Elbe bei der Festung Dömitz und damit den Zugang zu ihren Stützpunkten an der Ostseeküste unmöglich zu machen. Mit zwei deutlichen Siegen über das sächsische Heer in der Schlacht bei Dömitz am 11. November 1635 und bei Kyritz am 17. Dezember 1635  wurde das sächsische Heer schwer getroffen.
Nach dem Sieg konnte Banér sein Heer mit den kleineren Korps unter Carl Gustav Wrangel und Lennart Torstensson zusammenschließen. Gleichwohl blieb das nun vereinte schwedische Heer dem potentiellen Gegner, dem kaiserlich-sächsischen Reichsheer unter Melchior Graf von Hatzfeldt und Kurfürst Johann Georg I., numerisch deutlich unterlegen. Diese Überlegenheit führte zum Angriff des Reichsheeres und es kam am 4. Oktober 1636 zur Schlacht bei Wittstock. Der Verlauf der Schlacht und der nicht erwartete siegreiche Ausgang für die Schweden, der auf kaiserlich-sächsischer Seite erst sehr verzögert wahrgenommen und bekannt gegeben wurde, gewann in der Folge eine große strategische Bedeutung.
Mit dem überraschenden und deutlichen Sieg über das überlegene kaiserlich-sächsische Heer hatten die Schweden ihr Wiedererstarken demonstriert und den politischen und militärischen Einfluss für Schweden zurückgewonnen. Durch die folgenden Vorstöße schwedischer Truppen nach Sachsen und Mitteldeutschland wurden die Schweden wieder zu einer Bedrohung für den Kaiser. Für ihn war der Sieg auch einer der Gründe, das kaiserliche Hauptheer aus Burgund zurückzuziehen und im nächsten Jahr statt gegen Frankreich zur Eindämmung des erneuten schwedischen Vormarsches einzusetzen.
Nach dem Sieg bei Wittstock besetzte Banér große Teile von Sachsen und Brandenburg und eroberte auch Erfurt. Im Frühjahr 1637 erreichte allerdings das kaiserliche Hauptheer unter Matthias Gallas Sachsen und umzingelte Banérs Armee in ihrem Stützpunkt Torgau. Trotz der schwierigen Lage entkam Banér durch das Zurücklassen seines Trosses mit dem Heer und es entstand eine ungewöhnliche Verfolgungsjagd nach Pommern. Gallas erreichte die pommersche Grenze bei Landsberg vor Banér, der nur durch eine riskante Kriegslist seine Armee retten konnte. Scheinbar wollte er unter Missachtung der Neutralität Polens mit seinem Heer über die polnische Grenze ausweichen, schickte dann aber nur seinen verbleibenden Tross über die Grenze und überquerte mit dem Heer vor den Kaiserlichen die Oder. Gallas folgte ihm jedoch ins Innere Pommerns und schloss Banérs Armee in wenigen schwer befestigten Küstenorten wie Stettin, Stralsund oder Greifswald ein.

### Sieg bei Chemnitz, Plünderung von Böhmen und vergebliche Märsche (1639 / 1640)
1638 wurde Banér von der schwedischen Krone zum ersten Generalgouverneur des besetzten Pommern ernannt.
Im März 1638 stimmte Frankreich der Verlängerung der 1636 im Vertrag von Wismar beschlossene jährliche Unterstützung von 400.000 riksdalers an die Schweden für weitere drei Jahre zu. Wie wichtig diese Subsidien für Schweden waren, macht ein Zitat Axel Oxenstiernas deutlich, der sinngemäß offen  zugab, „Es sei allein die Aussicht auf vier Tonnen Gold jährlich, die ihn am ungeliebten Bündnis mit Frankreich festhalten ließe“. Zusammen mit Nachzahlungen verfügte Banér damit über so viel Geld wie noch nie. Die finanziellen Unterstützungen der beiden Kriegsteilnehmer Frankreich und Habsburger Kaiser, waren bis 1643, als alle wesentlichen Schlachten geschlagen waren, immer in ähnlicher Größenordnung erfolgt. So wie die Schweden vom verbündeten Frankreich unterstützt wurden, wurde der Habsburger Kaiser von den spanischen Habsburgern unterstützt. Das galt z. B. auch für die kaiserliche Gegenoffensive der Jahre 1640/41, die Banér und das schwedische Heer an den Rand einer Katastrophe brachte. Im Juni 1638 wurde die schwedische Armee zusätzlich auch noch mit 14.000 schwedischen und finnischen Söldner nebst Kriegsvorräten aus Schweden massiv verstärkt. Damit verfügte Banér nun über eine Feldarmee von 14.000 Söldnern zu Fuß und 11.000 Reiter. Im Frühjahr 1639 fiel er abermals in Sachsen ein und bezwang nach erfolgloser Belagerung von Freiberg am 14. April 1639 in der Schlacht bei Chemnitz eine sächsisch-kaiserliche Armee unter Rudolph von Marzin, die zum Entsatz der Bergstadt herangezogen war.
Nach Eroberung von Pirna (dessen Festung in der Folge trotz 5-monatiger Belagerung nicht erobert werden konnte) und von Bautzen sowie dem Sieg über ein kaiserliches Heer unter Hofkirchen bei Brandeis wurde der Norden und Westen Böhmens durch Plünderungen und Quartiersnahmen im folgenden Winter 1639/40 zu einem schwer zerstörten Kriegsschauplatz. Im neuen Jahr 1640 wurde Banér von den Kaiserlichen unter Ottavio Piccolomini, der mit einem starken Heeresverband aus den Spanischen Niederlanden zurückgekehrt war, aus Böhmen herausgedrängt. Banér zog durch Thüringen über Saalfeld in die Landgrafschaft Hessen-Kassel und weiter in die Nähe der Stadt Fritzlar, die am 31. August 1640 erreicht wurde. Dort sollte das befestigte Lager der gegenüberliegenden kaiserlich-bayerischen Armee unter Piccolomini angegriffen werden. Der Angriff unterblieb wegen absehbarer Erfolglosigkeit. Die Heere lagen sich mehrere Wochen untätig bei schlechter Versorgung und ungewöhnlich kalter Witterung gegenüber. Als Ende September 1640 14 Regimenter als Verstärkung für das kaiserliche Heer eintrafen, verließ das schwedische Heer das Lager und zog ab. Banér bezeichnete den Feldzug als den schlimmsten Feldzug, den er bis dahin erlebt hatte.

### Vorstoß nach Regensburg, Flucht und Tod (1641)
In Vorbereitung eines Feldzugs, der den in Regensburg seit September 1640 tagenden Reichstag gefährden oder sogar sprengen sollte, errichteten Banér und seine Truppen ein Winterquartier 1640/1641 im oberpfälzischen Cham nahe der böhmischen Grenze. Dort vereinigte er sein Heer mit den Weimarischen Regimentern unter dem französischen Befehlshaber Jean Baptiste Budes de Guébriant. Mit diesem Heer wollte Banér mitten im Winter einen überraschenden, schnellen Vorstoß nach Regensburg unternehmen und den dort anwesenden Kaiser bedrängen. Der Anmarsch verzögerte sich wegen eintreffender Fehlinformationen der vorausgeschickten Spähtrupps um einige Tage. Die ersten Spähtrupps konnten die vereiste Donau überschreiten und trafen südlich der Donau vor den Toren von Regensburg auf eine kaiserliche Jagdgesellschaft. Der Kaiser selbst war aber nicht anwesend, so dass man sich nur der Pferde und Jagdfalken bemächtigen konnte. Mit der Beute konnte sich der Spähtrupp noch rechtzeitig über die Donau nach Norden zurückziehen. Banér und das Heer aber konnten die Stadt nicht mehr von Süden her einschließen, weil die zunächst zugefrorene Donau nach einem Wetterumschwung aufgetaut war. Banér konnte die Stadt nur noch vom Nordufer her mit einer harmlosen Kanonade belegen. In der Stadt behielt Kaiser Ferdinand III. die Ruhe und löste den Reichstag nicht auf. Das schwedische Heer musste in sein Winterlager zurückkehren
Am 7. Märzjul. / 17. März 1641greg. wurde das Winterlager bei Cham von kaiserlichen Truppen angegriffen und die zahlenmäßig deutlich unterlegene und durch Verluste zudem geschwächte Armee Banérs musste – verfolgt von kaiserlichen Kavallerieregimentern – auf kürzestem Weg über böhmisches Gebiet eiligst den Rückzug nach Sachsen antreten. Am 17. Märzjul. / 27. März 1641greg. zog das Heer von Kaaden aus ins Erzgebirge. Auf dem Gebirgskamm kam es zur Schlacht bei Preßnitz. Banér verlor dabei etwa 4000 Mann, was nahezu einem Drittel der Truppenstärke entsprach. Schon während des Marsches war Banér von einem heftigen Fieber befallen worden. Todkrank und in einer Sänfte getragen kam er am 18. Mai 1641 nach Halberstadt und starb dort zwei Tage später. Sein Nachfolger wurde Lennart Torstensson, der ein durch Meuterei in Auflösung begriffenes Heer vorfand, das er aber mit Hilfe von viel Geld und durch Zufuhr von 7.000 neuen schwedischen Söldnern stabilisieren konnte.

### Militärische Rolle und Verhalten Banérs in seinen letzten Lebensjahren
In seinen letzten Lebensjahren strebte Banér – so wie auch andere Heerführer – nach persönlicher Macht und nach Landbesitz in Deutschland. Ehrgeizig, herrschsüchtig und skrupellos versuchte er diese Ziele zu erreichen und konnte dabei gegenüber dem schwedischen Kanzler Oxenstierna seine ganz besondere militärische Stellung ausnutzen. Nach der Vernichtung von zwei schwedischen Heeren in der Schlacht bei Nördlingen und nach dem Ausfall der beiden Heerführer – Gustaf Horn in bayerischer Gefangenschaft bis 1642 und Bernhard von Sachsen-Weimar im Dienst von Frankreich – war Banér für die Schweden in  einer Schlüsselstellung. Er war der einzige handlungsfähige Aktivposten der schwedischen Regierung. Nach dem Prager Frieden war sein Heer das Bollwerk gegen Kaiser, Sachsen und Brandenburg. Sein Heer schützte die räumliche Verbindung zwischen Oberrhein und Ostseeküste mit Verbindung Heimatland Schweden. Ein Weggang Banérs hätte Schweden als Bündnispartner für Frankreich wertlos gemacht und hätte Schweden zu einem schmählichen Frieden gezwungen.
Umso bedrohlicher war der schlechte Zustand des Banér-Heeres, das auch im Offizierskorps als außergewöhnlich disziplinlos, unzuverlässig und als anfällig für Meutereien galt. Allerdings stammten die Berichte über die Zustände im Heer von Banér selbst, der zu Übertreibungen neigte, um nachzuweisen, dass er der einzige war, der dieses Heer beherrschen konnte. Er nutzte seine starke Stellung, um den schwedischen Kanzler Oxenstierna und die schwedische Regierung immer wieder unter Druck zu setzen, indem er sogar dem Habsburger Kaiser Angebote zu Friedensverhandlungen machte und als Gegenleistung verlockende Angebote des Kaisers erhielt, als der beste aller schwedischen Generäle in seine Dienste zu treten. Doch er lehnte alle Angebote ab. Auf der anderen Seite verärgerte er den Verbündeten Frankreich, indem er versuchte, das von Frankreich bezahlte Heer der Weimaraner unter Jean Baptiste Budes de Guébriant für seine Zwecke nicht nur zu nutzen – wie beispielsweise im Januar 1641 beim letztlich abgebrochenen Angriff auf Regensburg –, sondern auch ganz für sich selbst von Frankreich abzuwerben.

## Mitglied der Fruchtbringenden Gesellschaft
Im Sommer 1633 nahm ihn Fürst Ludwig I. von Anhalt-Köthen in die Fruchtbringende Gesellschaft auf. Er verlieh ihm den Gesellschaftsnamen der Haltende und das Motto das Regiment. Als Emblem wurde ihm das indianische Rohr zugedacht. Im Köthener Gesellschaftsbuch (1619) findet sich Banérs Eintrag unter der Nr. 222. Dort ist auch das Reimgesetz verzeichnet, mit welchem er sich für die Aufnahme bedankt:
Vom Rohr aus Jndia den Stab man braucht Zu halten
Das Regiment im feldt, vnd es recht Zu verwalten,
Wie es vorbringt die Zeit, drumb Haltend ich nahm ahn
Den Nahmen im beruff, in dem ich geh fort ahn.
Gut Regiment im Krieg geliebet mir Zu führen,
Wan solches nun geschicht mag man darauß wol spühren,
Daß ohne frucht nicht ist der stab der wohl regiert
Vnd mit bewehrter thatt ein tapffer hertze Ziert.